# ولفگانگ کاونتسنر
ولفگانگ کاونتسنر (به آلمانی: Wolfgang Kaunzner) (زاده ۲۶ ژوییه ۱۹۲۸) تاریخنگار ریاضیات اهل آلمان است.
وی در سال ۱۹۵۴ در دانشگاه لودویگ ماکسیمیلیان مونیخ درجه دکترا را با رساله ای به نام «کتاب حساب یوهان ویدمان فُن اِگار، بنمایه ها و تاثیرهای آن» زیر سرپرستی کورت فوگل دریافت کرد و سپس به تدریس در دانشگاه رگنسبورگ سرگرم شد. 
زمینه کاری کاونتسنر، بیشتر کتابهای جبر نخستین ریاضیدانان آلمانی و دست نوشته های ریاضیدانان قدیم همچون کریستُف رودلف، آدام ریزه، یوهانس ویدمان و نیز یوهانس کپلر است. او عضو آکادمی علوم جنوب آلمان است. 